# Rysa Walker
Rysa Walker (Pensacola, 18 de dezembro de 1961) é uma escritora norte-americana da ficção científica e jovens adultos.
Seu primeiro livro, Timebound (publicado no Brasil como Chronos: Viajantes do Tempo), ganhou o Amazon Breakthrough Novel Award de 2013.

## Biografia
Rysa nasceu em 1961 em Pensacola, na Flórida. Cresceu em um rancho de gado, precisando viajar mais de dez quilômetros até uma biblioteca e mais de 40 para chegar a uma livraria. Suas avós lhe davam vários livros de presente ao ver o interesse crescente pela literatura e os que ela mais gostava eram os de ficção científica e de fantasia.
Morou em várias cidades do estado depois de sair do rancho, até que finalmente se estabeleceu em Wewahitchka, aos dez anos de idade. Desde pequena já escrevia contos e poesias, inspirados nos livros que lia. Mudou-se da Flórida quando tinha 17 anos de idade para poder estudar. Teve vários pequenos empregos quando entrou na universidade, como garçonete, atriz de teatro, guarda-vidas de um tobogã. Formou-se em história pela Universidade da Carolina do Norte em Chapel Hill, onde obteve um doutorado em ciências políticas, tornando-se professora na mesma área.
Sob o pseudônimo de C. Rysa Walker, começou a escrever histórias de mistério e sobrenaturais. Hoje ela mora na Carolina do Norte com o marido e as duas filhas.

## Carreira
Seu primeiro livro foi publicado em outubro de 2012, chamado Time's Twisted Arrow, pela plataforma de autopublicação da Amazon. Em 2013, Rysa inscreveu o livro no Amazon Breakthrough Novel Award, que garantia aos vencedores um contrato de publicação e um adiantamento. Em maio do mesmo ano, Time's Twisted Arrow foi anunciado como um dos finalistas. O livro teve o título mudado para Timebound e ganhou uma nova capa. Em junho, foi anunciado que Timebound ganhou o prêmio da Amazon, o que lhe rendeu um contrato de publicação com a Skyscape Publishing.
Rysa deixou o emprego de professora da Universidade de Maryland para se tornar escritora em tempo integral. Timebound é o primeiro livro da série Chronos, lançado inicialmente em 1 de dezembro de 2013 pela Amazon, apenas em ebook. A versão impressa foi lançada em 1 de janeiro de 2014.
Com o sucesso comercial de Timebound, uma ficção científica para jovens adultos que envolve viagem no tempo, várias novelas e contos relacionados ao universo do livro foram lançadas na Amazon, com uma continuação direta, Time's Edge, sendo lançada em outubro de 2015. Em outubro do mesmo ano, o último livro, Time's Divide, foi lançado.
Em outubro de 2016, Rysa lançou The Delphi Effect, o primeiro livro de uma nova série, a The Delphi Trilogy, romance paranormal para jovens adultos. O segundo livro, The Delphi Resistance foi lançado em outubro de 2017. O terceiro livro, The Delphi Revolution, foi lançado em outubro de 2018.

## Publicações

### Livros e novelas

#### Série Chronos
- Timebound (2013), publicado no Brasil com o título Chronos: Viajantes do Tempo, pela DarkSide Books, em 2017
- Time's Echo (2014) - Novela
- Time's Edge (2014), publicado no Brasil com o título Chronos: Limites do Tempo, pela DarkSide Books, em 2018
- Time's Mirror (2015) - Novela
- Time's Divide (2015), publicado no Brasil com o título Chronos: Fragmentos do Tempo, pela DarkSide Books, em 2020
- Simon Says (2015) - Novela

#### Trilogia The Delphi
- The Delphi Effect (2016)
- The Delphi Resistance (2017)
- The Delphi Revolution (2018)

### Contos

#### Série Chronos
- Whack Job (2016)
- 2092 (2016)
- The Gambit (2016)

### Quadrinhos

#### Série The Chronos Files
- Time Trial #1 (2016)
- Time Trial #2 (2016)
- Time Trial #3 (2016)